# Lokus (genetika)
Lokus je u genetici i evolucijskim proračunima specifična lokacija gena ili DNK sekvence na hromozomu. Varijanta DNK sekvence na datom lokusu se naziva alel. Uređene lista lokusa jednog genoma se zove genetička mapa. Mapiranje gena je proces određivanja lokusa za pojedine biološke osobine.
Diploidne i poliploidne ćelije čiji hromozomi imaju iste alele datog gena u istom lokusu se nazivaju homozigotnim u odnosu na taj gen, a one sa različitim alelima datog gena u lokusu su heterozigotne u pogledu tog gena.

## Nomenklatura
Hromozomski locus gena može na primer biti označen sa . 
| Komponenta | Objašnjenje |
| 6          | Broj hromozoma. |
|            | Pozicija je na kratkoj ruci hromozoma (p za petit u francuskom); q označava dugačku ruku. |
| 21.3       | Brojevi koji slede iza slova su pozicija na ruci: grupa 2, sekcija 1, pod-grupa 3. Grupe su vidljive pod mikroskopom kad je hromozom odgovarajuće obojen. Svaka grupa je numerisana, počevši od centromera. Pod-grupe i pod-pod-grupe su vidljive na većoj rezoluciji. |

Niz lokacija je specificiran na sličan način. Na primer, locus gena OCA1 može biti označen sa "11q1.4-q2.1", što znači da je on na dugačkoj ruci hromozoma 11, negde u opsegu od pod-grupe 4 grupe 1, i pod-grupe 1 grupe 2.
Krajevi hromozoma su označeni sa "ptel" i "qtel", tako da se "2qtel" odnosi na telomer duge ruke hromozoma 2.

## Literatura
- Brooker, Robert J. (2009). Genetics: analysis & principles. New York: McGraw-Hill.  978-0-07-722972-6.

## Spoljašnje veze
- Mapa gena Архивирано на веб-сајту  (3. новембар 2011)